# KSTO
KSTO（95.5 FM，“K-Stereo 95.5”）是位于关岛唯一的一个成人当代音乐广播电台，由跨岛通信开办，发射台位于阿加尼亚，在1973年9月开播。同时也是关岛的继KUAM-FM后的第二个FM广播电台。